# Курик Микола Володимирович
Микола Володимирович Курик (псевдо — Калаш; 18 грудня 2002, м. Тернопіль, Україна — 31 березня 2022, біля м. Київ, Україна) — український військовослужбовець, солдат Збройних сил України, учасник російсько-української війни. Почесний громадянин міста Тернополя (2022, посмертно).

## Життєпис
Микола Курик народився 18 грудня 2002 року в місті Тернополі.
Навчався у Стовп'язькій загальноосвітній школі. Закінчив Львівський ліцей з посиленою військово-фізичною підготовкою імені Героїв Крут.
Служив у добровольчому батальйоні спецпідрозділу «Сонечко УПА». Загинув 31 березня 2022 року в боях біля м. Києва — у селі Забуччя Бучанського району. Похований 8 квітня 2022 року на Алеї Героїв на Микулинецькому кладовищі.

## Нагороди
- почесний громадянин міста Тернополя (22 серпня 2022, посмертно)[2];
- орден «Лицарський хрест добровольця» (2022, посмертно);
- відзнака Головного управління розвідки «За бойові заслуги» (2022, посмертно).